# Goździanek ciernisty
Goździanek ciernisty (Drypis spinosa L.) – gatunek rośliny z rodziny goździkowatych reprezentujący monotypowy rodzaj goździanek Drypis. Występuje w południowej Europie – w południowej części Półwyspu Apenińskiego i Bałkańskiego, podawany też z Libanu. Rośnie na terenach górskich, na piargach, sięgając do wysokości 3000 m n.p.m., ale też na wybrzeżach, na wydmach i w miejscach skalistych. Kwitnie latem od czerwca do września. Uprawiany jest jako roślina ozdobna.

## Morfologia
PokrójRoślina zielna, wieloletnia, silnie rozgałęziona, tworząca kolczaste poduchy. Łodygi są kruche, czterokanciaste.
LiścieNaprzeciwległe, siedzące i lancetowate, sztywne, rynienkowate, z centralną wiązką przewodzącą przedłużoną w kolec. Osiągają długość od 8 do 12 mm.
KwiatySkupione w gęste, główkowate wierzchotki wsparte okazałymi, palczasto podzielonymi i zakończonymi kolcami  podsadkami. Kwiaty są nieco grzbieciste, co jest wyjątkiem w obrębie rodziny goździkowatych. Kielich jest walcowaty, 10–15-żyłkowy, zakończony 5 kolczastymi ząbkami. Płatków korony jest 5, białych lub różowoliliowych, głęboko rozciętych, z długim paznokciem. Średnica korony sięga 12 mm. Pręcików jest 5, wystających poza koronę. Pyłek jest niebieskawy. Zalążnia z 1 lub 2 zalążkami, zwieńczona trzema szyjkami słupka.
OwoceJedno-, rzadziej dwunasienne, niepękające. Wszystkie owoce z kwiatostanu rozsiewane są jako jedna diaspora.

## Systematyka
Gatunek reprezentuje monotypowy rodzaj Drypis i także monotypowe plemię Drypideae Fenzl (1840). Należy do podrodziny Caryophylloideae w rodzinie goździkowatych Caryophyllaceae.
W obrębie gatunku wyróżnia się dwa podgatunki:
- Drypis spinosa subsp. spinosa – występuje w całym zasięgu gatunku[3]. Ma płatki rozcięte do nasady, zewnętrzne podsadki znacznie dłuższe od kwiatów[5].
- Drypis spinosa subsp. jacquiniana Murb. & Wettst. – występuje w zachodniej części Bałkanów[3][5]. Płatki rozcięte do połowy, podsadki nieco tylko dłuższe od kwiatów[5].